# Syndroom van Wolfram
Het syndroom van Wolfram of DIDMOAD-syndroom is een zeldzame, genetische ziekte, die de hersenen, de hersenstam en het centrale zenuwstelsel aantast, met als mogelijke gevolgen onder meer diabetes mellitus, blindheid en doofheid.
Het werd voor het eerst beschreven door dr. Don J. Wolfram in 1938.